# Paicol
Paicol è un comune della Colombia facente parte del dipartimento di Huila.
Il centro abitato venne fondato da Juan De Vargas y Figueroa nel 1701, mentre l'istituzione del comune è del 7 marzo 1810.